# Abús
|  | Aquest article tracta sobre l'abús. Vegeu-ne altres significats a «Abús (grup de rock)». |

L'abús o maltractament és l'acció o l'efecte de perjudicar alguna persona pel fet de sentir-se d'alguna manera superior o tenir més poder o autoritat, incloent-hi l'engany o la submissió si hi ha dipositada una situació d'expectativa de confiança. Allò comú que es troba en totes les formes d'abús és el poder i l'autoritat. L'abús es dona quan una persona més poderosa aprofita l'avantatge que té sobre altres persones. Es diferencia de la violència en general perquè l'abús és continu i desequilibrat entre els maltractadors i les víctimes.
La relació d'abús implica imposició i inducció —tant si és en l'aspecte físic, en l'emocional, i en el sexual com en el moral— o bé és per omissió, com és el cas de l'abandonament físic o emocional de les persones dependents. Algunes formes d'abús són molt difícils de detectar.

## Abús físic
L'abús físic pot començar sent difícil de percebre, com per exemple no satisfent les necessitats bàsiques de la persona amb menys poder. El maltractament físic es caracteritza per l'ús de la violència física, prepositiva, repetitiva i amb la finalitat de causar dolor o submissió. Quan es creua la ratlla de la violència física comencen els abusos amb cops suaus amb la mà, pessics o estirades de cabells. Amb la repetició, aquestes accions es van fent cada vegada més violentes i més invasores de la intimitat de l'altra persona, produint que la víctima faci coses que no vol fer, però que accepta per evitar les agressions. Aquesta escalada abusiva pot arribar a la mort.

## Abús psicològic
Pot anar acompanyat o no d'abús físic. L'objectiu consisteix a desacreditar l'altre. La persona abusada no sap mai si el que fa o diu està bé, dubte d'ella mateixa i dels altres. Mostres d'això en serien les insinuacions, la mentida, els crits continuats, els sobrenoms o anomenar de forma desagradable, les amenaces, l'abandonament en situació de dependència o l'amenaça de l'abandonament, o els absurds. Aquest tipus de maltractament busca provocar dolor emocional.
Mitjançant un procés d'abús moral o psicològic, un individu pot aconseguir una autèntica aniquilació psíquica de la seva víctima. És habitual l'ús de bromes hostils, insults, crits o paraules insultants, o la desvaloració de mèrits, la burla de les habilitats i el menyspreu per les coses aconseguides. Tots aquests abusos a vegades són tan subterranis i sistemàtics que la víctima no els pot registrar, i en moltes ocasions es pensa que està boja. Tot això acabarà provocant conseqüències greus a la salut psicològica de les víctimes.

## Abús sexual
L'abús sexual és una imposició sexual no desitjada en el context d'una relació desigual de poder. Cal notar que quan el marit imposa a la seva muller o a una prostituta tenir relacions sexuals per la força també és violació, independentment de falsos "deures matrimonials" o que hagi pagat o aportat diners a la parella.

## Tipus, segons a qui va dirigit
- Maltractament infantil
- Maltractament a les dones
- Maltractament a la persona gran
- Maltractament a discapacitats